# Mark Warburton
Mark Warburton, né le 6 septembre 1962 à Londres, est un footballeur anglais qui évoluait au poste de milieu de terrain. Il est l'actuel entraîneur adjoint de West Ham .

## Carrière

### Comme entraîneur
Le 10 décembre 2013, il est nommé entraîneur de Brentford, club de Football League One (D3). À l'issue de la saison 2013-2014, le club est promu. Il reste à Brentford jusqu'à l'issue de la saison 2014-15. 
Le 15 juin 2015, il est nommé entraîneur des Glasgow Rangers. David Weir est nommé entraîneur adjoint. Il remporte ses 8 premiers matchs avec les Rangers.
Le 31 décembre 2017, il est démis de ses fonctions d'entraineur de Nottingham Forest.
Il est nommé à la tête des Queens Park Rangers en mai 2019.

## Palmarès
- Vice-champion de Football League One (D3) en 2014 avec Brentford
- Championnat d'Écosse de football D2 / Championship D2 en 2016 avec Rangers
- Finaliste de la Coupe d'Écosse : 2016